# Третья волна (эксперимент)
«Тре́тья волна́» (англ. The Third Wave) — психологический эксперимент, проведённый учителем истории Роном Джонсом над учащимися 10-го класса (то есть детям было примерно 16 лет) американской средней школы. В начале апреля 1967 года Джонс потратил неделю занятий одного из классов школы Пало-Альто на попытку осмыслить поведение немецкого народа при репрессивном национал-социализме. Установив жёсткие правила для школьников и став создателем молодёжной группировки, он, к своему удивлению, не встретил сопротивления ни учащихся, ни взрослых. На пятый день Джонс прекратил эксперимент, объяснив учащимся, как легко они поддаются манипуляциям и что их послушное поведение в эти дни кардинально не отличается от поступков рядовых граждан нацистской Германии.

## Эксперимент
Рон Джонс преподавал историю в школе старших классов Эллвуда Кабберле в Пало-Альто, Калифорния. Во время изучения Второй мировой войны один из школьников спросил Джонса, как рядовые жители Германии могли притворяться, что ничего не знают о концентрационных лагерях и массовом истреблении людей в их стране. Так как класс опережал учебную программу, Джонс решил выделить одну неделю для посвящённого этому вопросу эксперимента.
В понедельник он объяснил учащимся силу дисциплины. Джонс велел школьникам сесть в положение «смирно», так как оно лучше способствует учёбе. Затем он приказал учащимся несколько раз встать и сесть в новое положение, потом также неоднократно велел выйти из аудитории и бесшумно зайти и занять свои места. Школьникам «игра» понравилась, и они охотно выполняли указания. Джонс велел учащимся отвечать на вопросы чётко и живо, и они с интересом повиновались, даже обычно пассивные ученики.
Во вторник Джонс объяснил классу, самостоятельно севшему «смирно», силу общности. Он велел учащимся хором скандировать: «Сила в дисциплине, сила в общности». Ученики действовали с явным воодушевлением, видя силу своей группы. В конце урока Джонс показал учащимся приветствие, которое те должны были использовать при встрече друг с другом — поднятую изогнутую правую руку к плечу — и назвал этот жест салютом Третьей волны. В следующие дни ученики регулярно приветствовали друг друга этим жестом.
В среду к 30 учащимся подопытного класса добровольно присоединились ещё 13 человек, а Джонс решил выдать членские билеты. Он рассказал о силе действия. По его словам, индивидуальное соперничество часто приносит огорчение, а групповая деятельность позволяет достичь бо́льших успехов в обучении. Джонс велел ученикам совместно разработать проект знамени Третьей волны, убедить 20 детей из соседней начальной школы в правильности посадки «смирно» и назвать по одному надёжному школьнику, который мог бы присоединиться к эксперименту. Трое учащихся получили задание докладывать Джонсу о нарушении установленного порядка и критике Третьей волны, однако на практике добровольным доносительством занялись около 20 человек. Один из учеников, Роберт, отличавшийся крупным телосложением и малыми способностями к обучению, заявил Джонсу, что будет его телохранителем, и ходил за ним по всей школе. Три самые успешные ученицы класса, чьи способности в новых условиях оказались не востребованы, сообщили об эксперименте родителям. В результате Джонсу позвонил местный раввин, который удовлетворился ответом, что класс на практике изучает тип личности нацистов. Раввин обещал объяснить всё родителям школьниц. Джонс был крайне разочарован отсутствием сопротивления даже со стороны взрослых, директор школы приветствовал его салютом Третьей волны.
В четверг утром аудитория была разгромлена отцом одного из школьников, ожидавшим Джонса в коридоре. Он был не в себе, объяснил своё поведение немецким пленом и просил понять его. Джонс, пытавшийся ускорить завершение эксперимента, объяснил учащимся силу гордости. 80 собравшихся в классе школьников услышали, что они представляют собой часть общенациональной молодёжной программы, чья задача — политические преобразования на благо народа. Джонс велел четырём конвоирам вывести из аудитории и сопроводить в библиотеку трёх девушек, чья лояльность была сомнительна. Затем он рассказал, что в других регионах страны созданы сотни отделений Третьей волны, а в полдень пятницы об их создании по телевидению объявит лидер движения и новый кандидат на президентский пост.
В полдень пятницы в кабинет набились 200 учеников, включая представителей молодёжных субкультур, не интересовавшихся до того школьными делами в принципе. Друзья Джонса изображали фотографов, кружа по аудитории. В полдень телевизор был включён, но на экране ничего не появилось. Видя недоумение школьников, Джонс признался, что никакого движения не существует. По его словам, их действия не сильно отличались от поведения немецкого народа в критические годы. Школьники думали, что они были избранными, но в действительности оказалось, что их просто использовали. Они ощущали собственное превосходство над другими людьми — теми, кто не был членом Третьей волны. Джонс показал им, какое будущее могло бы ожидать их, если бы всё продолжилось — он включил проектор, на котором замелькали кадры кинохроники нацистской Германии, где были показаны как военный парад, так и концентрационные лагеря. Затем Джонс Рон включил свет. В зале воцарилась тишина. Молча встав со своих мест, школьники разошлись. А самый упорный участник Третьей волны, который в последние три дня предложил Джонсу быть его личным телохранителем, горько плакал.

## Последствия
Эксперимент был спонтанным и долгое время оставался неизвестным широким массам, чему способствовал стыд его участников за свои действия. В конце 1970-х годов Джонс опубликовал историю эксперимента в своей педагогической книге, до этого момента единственное описание эксперимента было сделано школьной газетой. В 1981 году вышли роман и американский телефильм «Волна», основанные на эксперименте. В 2008 году вышел немецкий фильм «Эксперимент 2: Волна». В 2011 году в США вышел документальный фильм Lesson Plan, включающий интервью с участниками эксперимента.